# 大横川親水公園

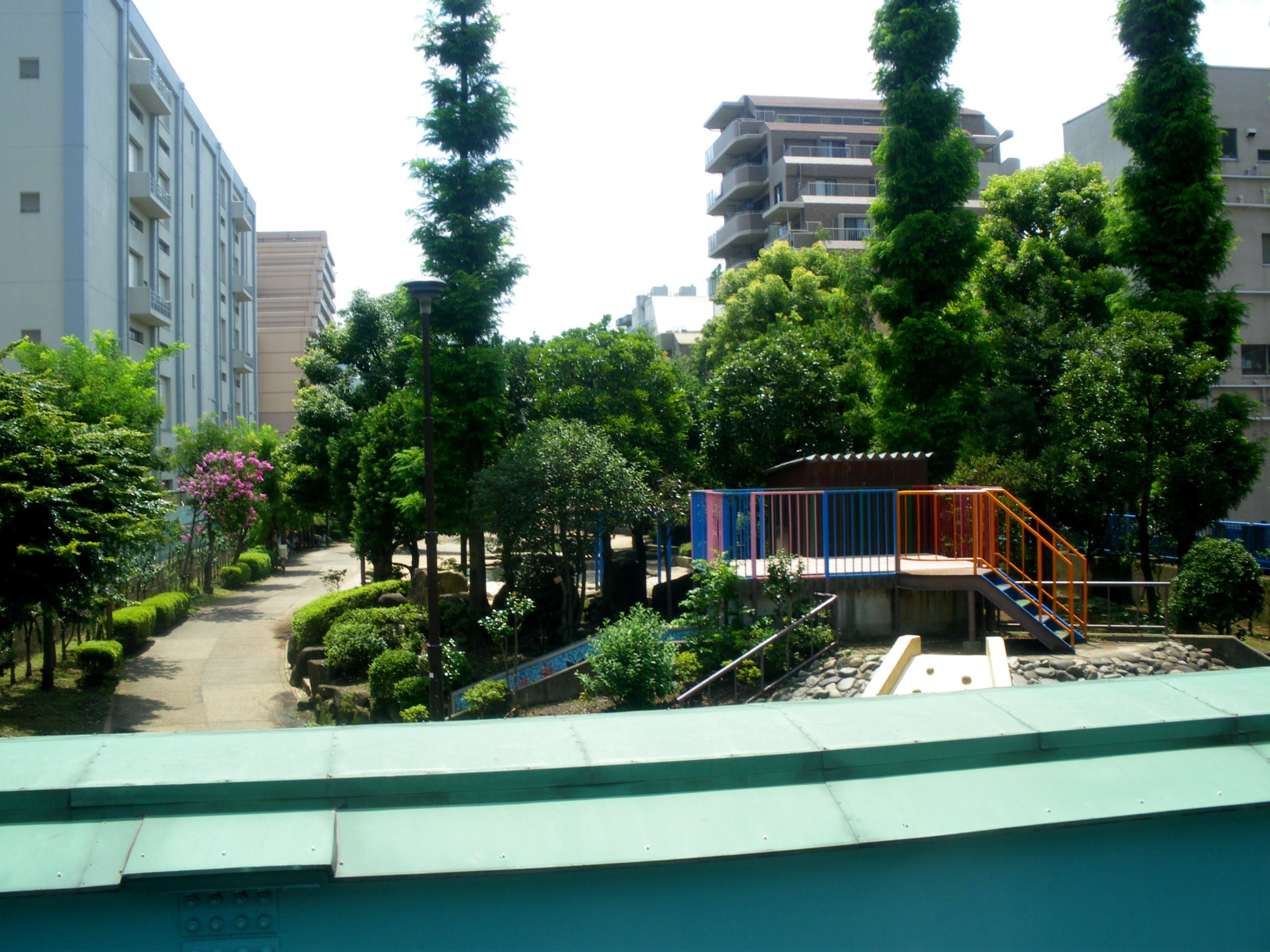
大横川親水公園

大横川親水公園（おおよこがわしんすいこうえん）は、東京都墨田区吾妻橋にある墨田区立の公園である。
墨田区内を流れている大横川の多くの部分を埋め立てて造られた親水公園で、総延長は約1800メートルの大規模な親水公園である。

## 歴史・概要
大横川の流れている一帯は付近にあった工場などからの地下水の汲み上げにより地盤沈下が激しい地域であった。これにより低い土地では川から水が溢れると浸水する危険があった。そのため周囲がゼロメートル地帯である大横川の北部を堰き止め、常時排水することにより海水面より水位を下げて埋め立てることによって親水公園として整備されたものである。公園としては1993年4月1日に開園した。河川の多くは埋め立てられ、せせらぎや樹木などが新たに生まれ、親水公園として大きく変わった。幅は30～40m、長さは1.85km、面積は約63,343m2になる。

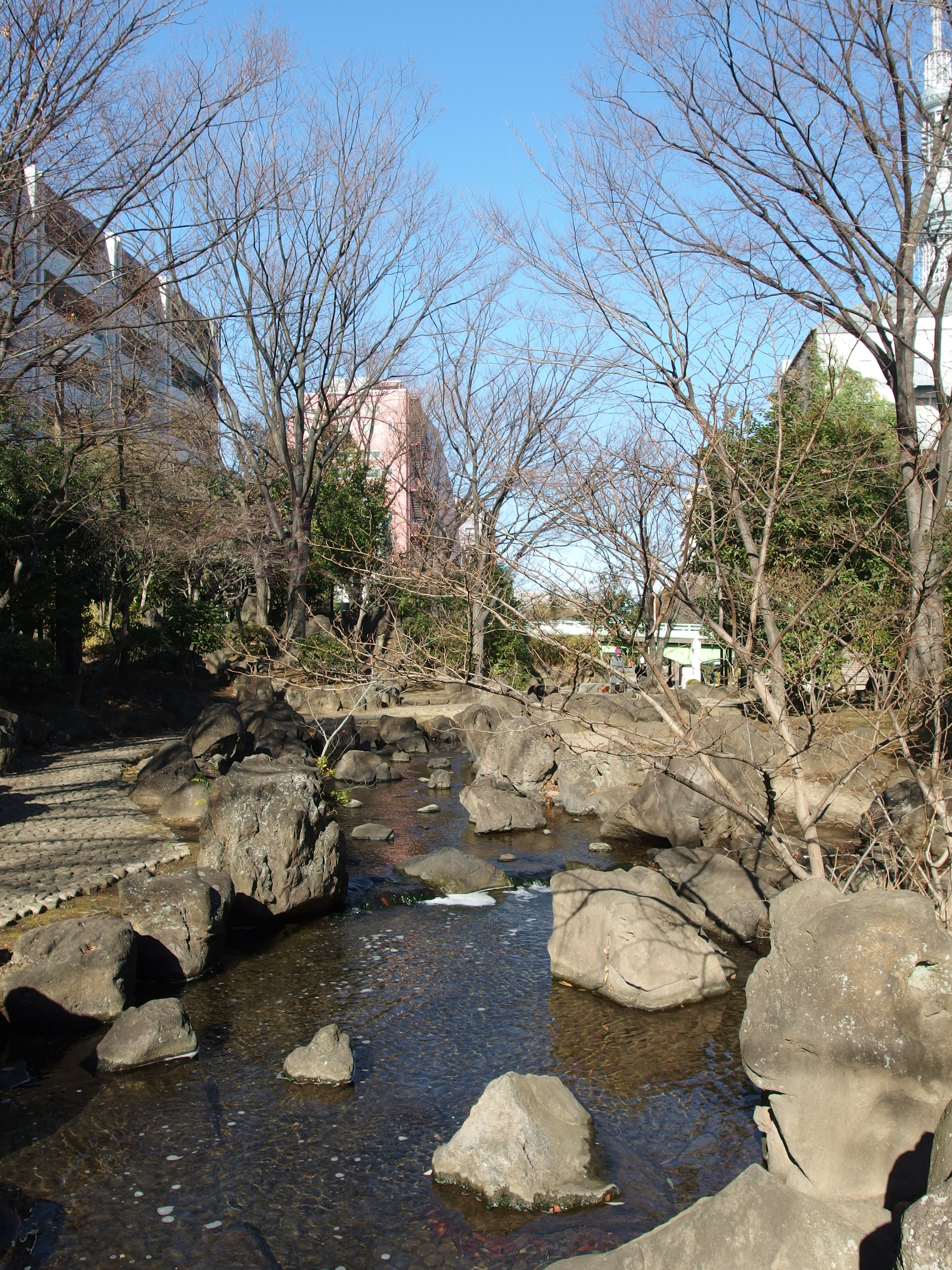
大横川親水公園

北は北十間川と合流していた付近から始まる。南は竪川との合流地点までとなっている。竪川との合流地点より南ではまた大横川として河川になっている。地名としては吾妻橋、業平、東駒形、横川、本所、太平、石原、錦糸、亀沢、江東橋、緑にまたがる。（いずれも墨田区）
園内は北から5つのゾーンに区分され、色彩豊かな花の広場と釣堀のある釣川原ゾーン、子供たちが遊べる広場のある河童川原ゾーン、緑豊かな渓谷と多様な生物が生息するビオトープ・花紅葉ゾーン、解放感のあるイベント広場・パレットプラザゾーン、スポーツ広場であるブルーテラスゾーンがある。

## アクセスなど
- 総延長1800メートルにも及ぶ細長い公園なので、アクセス方法は様々なパターンがあるが、鉄道駅としては北部方面では東武伊勢崎線・とうきょうスカイツリー駅、都営浅草線・本所吾妻橋駅や各線の押上駅からの徒歩（いずれも所要10分程度）での利用が考えられる。南部方面では総武線、東京メトロ半蔵門線・錦糸町駅からの利用が考えられる。その他、付近を通るバス路線（都営バス）の利用も可能である。
- 駐車場：なし
- 開園時間：常時開園（一部区間除く）
- 料金：入園無料

## 周辺施設
- 法恩寺
- アルカキット
- 墨田区立錦糸中学校
- 東京スカイツリー
- 東京ソラマチ
- 東京ミズマチ
- オリナス
- 錦糸町駅
- 本所吾妻橋駅
- 押上駅
- とうきょうスカイツリー駅
- 墨田区立横川小学校
- たばこと塩の博物館
- すみだトリフォニーホール
- すみだフットサルアリーナ
- 墨田区観光協会